# Безпалко Олександра Йосипівна
Олександра Йосипівна Безпалко (нар. 1935, місто Заліщики, тепер Тернопільської області — ?) — українська радянська діячка, слюсар-контролер складального цеху Львівського заводу «Теплоконтроль». Депутат Верховної Ради СРСР 6-го скликання.

## Біографія
Народилася в родині робітника. Батько загинув на фронтах Другої світової війни. Навчалася у середній школі міста Заліщиків Тернопільської області. Член ВЛКСМ.
Закінчила Львівське технічне училище № 2, здобула спеціальність слюсаря. 
З кінця 1950-х років — слюсар-складальник, слюсар-контролер складального цеху Львівського заводу «Теплоконтроль». 
На 1966 рік — економіст автоматичного цеху Львівського заводу «Теплоконтроль».